# 17214 Neervannan
A 17214 Neervannan (ideiglenes jelöléssel (17214) 2000 AR189) a Naprendszer kisbolygóövében található aszteroida. A LINEAR projekt keretében fedezték fel 2000. január 8-án.